# Jason mirabilis
Jason mirabilis är en snäckart som beskrevs av Miller 1974. Jason mirabilis ingår i släktet Jason och familjen Facelinidae. Inga underarter finns listade i Catalogue of Life.